# Batan-Inseln
Die Batan-Inseln sind eine Inselgruppe der Philippinen. Sie liegen nördlich der philippinischen Hauptinsel Luzon in der Straße von Luzon und gehören zur Provinz Cagayan. Die Inseln sind im Süden durch den Balintangkanal von den Babuyan-Inseln getrennt und im Norden durch die Bashistraße von Taiwan.

## Inseln
Zur Inselgruppe zählen u. a. folgende Inseln:
- Y'Ami
- North Island
- Mabudis Island
- Maysanga (Misanga)
- Siayan Island (Stayan)
- Itbayat Island, bewohnt
- Diogo Island
- Batan, bewohnte Hauptinsel
- Sabtang, bewohnt
- Ivuhos (Ibuhos, Ibahos, Vohas)
- Deqeu (Diadekey)
- Balintang